# Arco di Settimio Severo (Thugga)

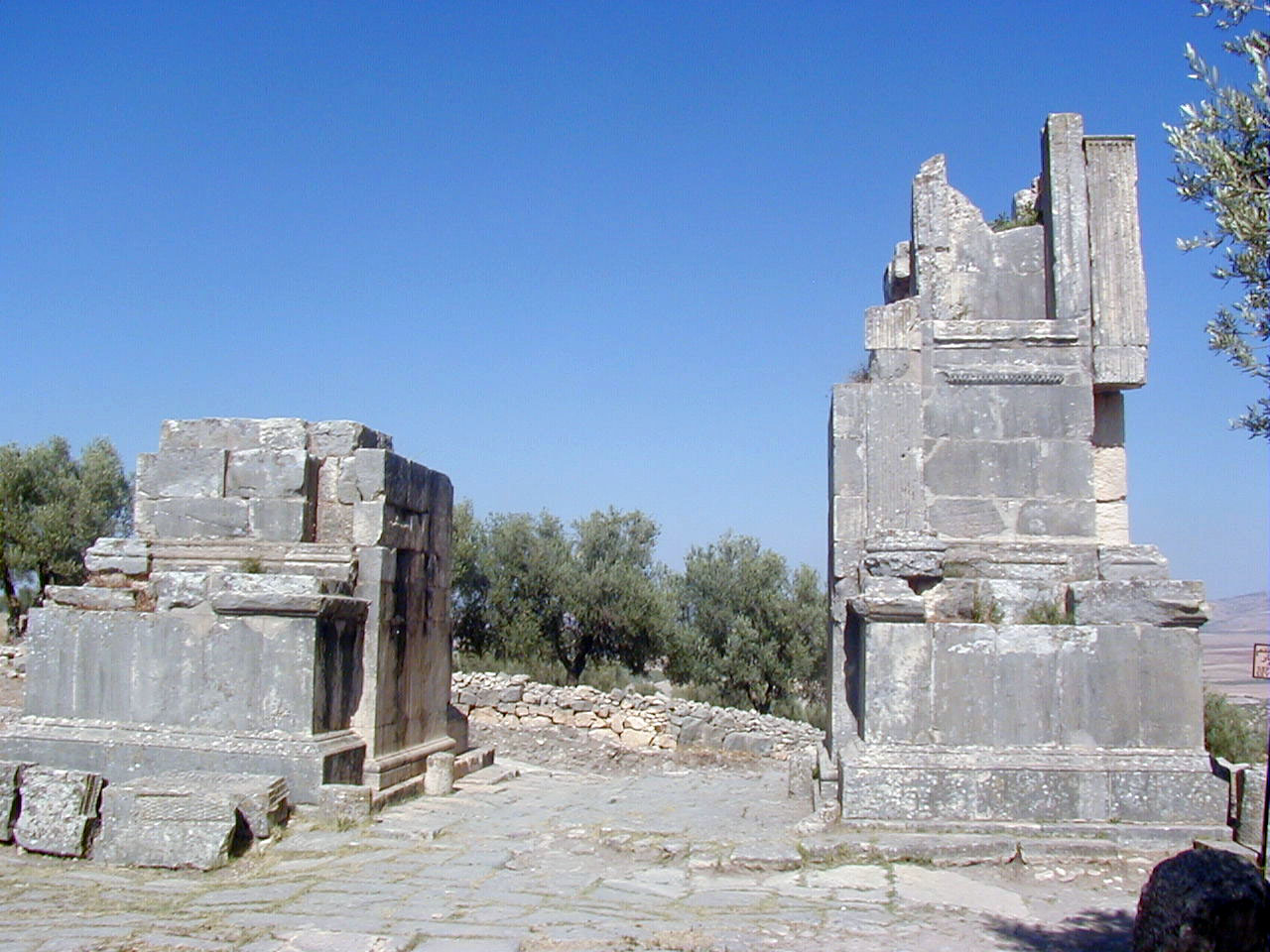
Arco di Settimio Severo a Thugga

L'arco di Settimio Severo era un arco di trionfo romano situato a Dougga (governatorato tunisino di Béja), antica Thugga.
L'arco venne edificato sotto il governo dell'imperatore Settimio Severo in occasione della creazione del municipio nel 205. Si trovava all'ingresso in città della strada che conduceva a Theveste (Tebessa), verso est.
L'arco è costituito da un solo fornice, largo 5 m, e conserva parte dei piloni, con nicchie che erano inquadrate da colonne distaccate da parete con dietro lesene.
L'arco, insieme ai monumenti del sito archeologico di Dougga, è stato inserito nella lista dei Patrimoni mondiali dell'umanità dell'UNESCO nel 1997.